# Atentát na stanici RER v Paříži

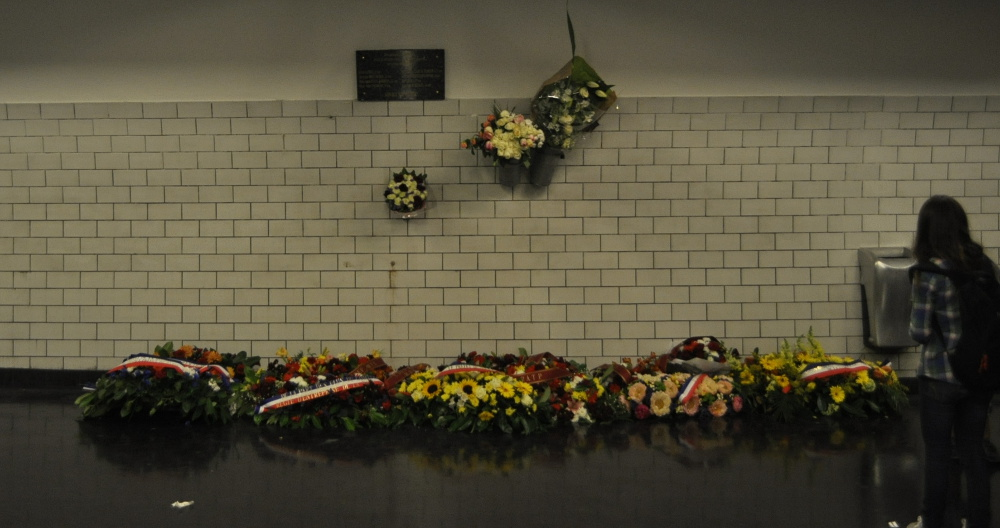
Květiny na památku obětí ve stanici

Atentát na stanici RER v Paříži byl teroristický bombový útok, který se odehrál 25. července 1995 v Paříži v podzemní stanici Saint-Michel – Notre-Dame na lince RER B. K atentátu došlo kolem 17. hodiny a bylo při něm osm osob zabito a 117 zraněno. Útok provedla alžírská Ozbrojená islamistická skupina (Groupe islamique armé). Bombu tvořila plynová nádoba naplněné hřebíky umístěná pod sedadlem. Na základě otisků prstů byli dopadeni hlavní iniciátoři Khaled Kelkal a Boualem Bensaïd. Kelkal byl při svém zatýkání 29. září 1995 zastřelen policií na místě zvaném Maison Blanche u města Vaugneray. Skupina proto 6. října 1995 provedla další bombový útok ve stanici Maison Blanche na lince 7 pařížského metra.